# Vievy-le-Rayé
Vievy-le-Rayé és un municipi francès, situat al departament del Loir i Cher i a la regió de Centre – Vall del Loira. L'any 2007 tenia 488 habitants.

## Demografia

### Població
El 2007 la població de fet de Vievy-le-Rayé era de 488 persones. Hi havia 208 famílies, de les quals 56 eren unipersonals (20 homes vivint sols i 36 dones vivint soles), 72 parelles sense fills, 76 parelles amb fills i 4 famílies monoparentals amb fills.
La població ha evolucionat segons el següent gràfic:
Habitants censats

### Habitatges
El 2007 hi havia 295 habitatges, 210 eren l'habitatge principal de la família, 61 eren segones residències i 24 estaven desocupats. 290 eren cases i 5 eren apartaments. Dels 210 habitatges principals, 184 estaven ocupats pels seus propietaris, 22 estaven llogats i ocupats pels llogaters i 4 estaven cedits a títol gratuït; 1 tenia una cambra, 20 en tenien dues, 41 en tenien tres, 59 en tenien quatre i 89 en tenien cinc o més. 181 habitatges disposaven pel capbaix d'una plaça de pàrquing. A 90 habitatges hi havia un automòbil i a 105 n'hi havia dos o més.

### Piràmide de població
La piràmide de població per edats i sexe el 2009 era:
| Homes | Edats   | Dones |
| ----- | ------- | ----- |
| 0     | 95 o +  | 0     |
| 0     | 90 a 94 | 0     |
| 4     | 85 a 89 | 8     |
| 8     | 80 a 84 | 4     |
| 8     | 75 a 79 | 12    |
| 28    | 70 a 74 | 16    |
| 8     | 65 a 69 | 20    |
| 8     | 60 a 64 | 12    |
| 4     | 55 a 59 | 12    |
| 16    | 50 a 54 | 12    |
| 28    | 45 a 49 | 16    |
| 20    | 40 a 44 | 28    |
| 8     | 35 a 39 | 16    |
| 12    | 30 a 34 | 20    |
| 8     | 25 a 29 | 12    |
| 12    | 20 a 24 | 16    |
| 28    | 15 a 19 | 16    |
| 20    | 10 a 14 | 16    |
| 12    | 5 a 9   | 20    |
| 4     | 0 a 4   | 0     |

## Economia
El 2007 la població en edat de treballar era de 319 persones, 237 eren actives i 82 eren inactives. De les 237 persones actives 214 estaven ocupades (110 homes i 104 dones) i 23 estaven aturades (13 homes i 10 dones). De les 82 persones inactives 41 estaven jubilades, 22 estaven estudiant i 19 estaven classificades com a «altres inactius».

### Ingressos
El 2009 a Vievy-le-Rayé hi havia 213 unitats fiscals que integraven 507 persones, la mediana anual d'ingressos fiscals per persona era de 18.584 €.

### Activitats econòmiques
Dels 15 establiments que hi havia el 2007, 3 eren d'empreses de construcció, 2 d'empreses de comerç i reparació d'automòbils, 1 d'una empresa de transport, 1 d'una empresa d'hostatgeria i restauració, 4 d'empreses de serveis, 2 d'entitats de l'administració pública i 2 d'empreses classificades com a «altres activitats de serveis».
Dels 5 establiments de servei als particulars que hi havia el 2009, 1 era un paleta, 1 guixaire pintor, 1 lampisteria, 1 perruqueria i 1 restaurant.
L'únic establiment comercial que hi havia el 2009 era una floristeria.
L'any 2000 a Vievy-le-Rayé hi havia 28 explotacions agrícoles que ocupaven un total de 2.398 hectàrees.

## Equipaments sanitaris i escolars
El 2009 hi havia una escola elemental integrada dins d'un grup escolar amb les comunes properes formant una escola dispersa.

## Poblacions més properes
El següent diagrama mostra les poblacions més properes.